# تفجيرات كرمان
تفجيرات كرمان أو هجوم كرمان (بالفارسية: حملات کرمان) هما انفجاران حدثا يوم 3 يناير 2024 الموافق ليوم 21 جمادى الثانية 1445هـ، تزامنًا مع ذكرى اغتيال قاسم سليماني، وقع التفجيران الهائلان اللذان استهدفا موكب مراسيم الذكرى السنوية الرابعة لاغتيال قاسم سليماني وبقية القادة، قرب "مسجد صاحب الزمان" في مدينة كرمان مسقط رأس قاسم سليماني والذي يحتوي على مرقده. في البداية زُعم بأن الانفجار ناجم عن تسرب الغاز حيث صرحت بعض المصادر بأن الانفجار ناجم عن كبسولة غاز نافيةً وقوع أي إصابات، فيما لم يصدر أي تأكيد رسمي، قبل أن تعلن الحكومة الإيرانية بأن الحادث كان هجوماً إرهابياً، يعتبر الحادث الأكثر دموية في إيران منذ الثورة الإسلامية.
وذكرت بعض المصادر أنه كان هناك حقيبتان تحتويان على قنابل عند مدخل مقبرة الشهداء في كرمان وقام مجهولون بتفجير القنابل باستخدام جهاز التحكم عن بعد. وبحسب المعلومات الأولية فإن العبوات كانت داخل حقيبتين. ووقع هذا الحادث أثناء إحياء الذكرى الرابعة لمقتل قاسم سليماني، القائد السابق لقوات الحرس الثوري الإيراني. كما أعلن سعيد شيرباف، عمدة مدينة كرمان، أن الانفجارين وقعا على بعد مسافة تبعد 10 دقائق عند مقبرة الشهداء.
وعلى الرغم من أن بعض وسائل الإعلام الإيرانية طرحت في الدقائق الأولى بعد الحادث فرضية وجود انتحاري، إلا أن وكالة أنباء الجمهورية الإسلامية أفادت أنه وفقا للتحقيقات الأولية، فُجرت عبوتين ناسفتين بواسطة جهاز التحكم عن بعد. كما زعمت وكالة أنباء تسنيم المقربة من الحرس الثوري الإيراني أن انفجار أكياس مدمجة داخل سلة مهملات أو انفجار جزء من سيارة بيجو بمجرد توقفها في الموقع كان سببا الحادث.
من ناحية أخرى أعلن نائب محافظ كرمان أن هذه الانفجارات هي هجمات إرهابية. وبحسب آخر الإحصائيات، قُتل ما لا يقل عن 84 شخصاً وأصيب 284 آخرون بجروح في هذه الهجمات، وأفادت التقارير أن حالة بعض الجرحى حرجة. ويعتقد أن معظم الضحايا قتلوا في الانفجار الثاني. وتعرض عدد من الجرحى للدهس بسبب الذعر الناجم عن الانفجارات.

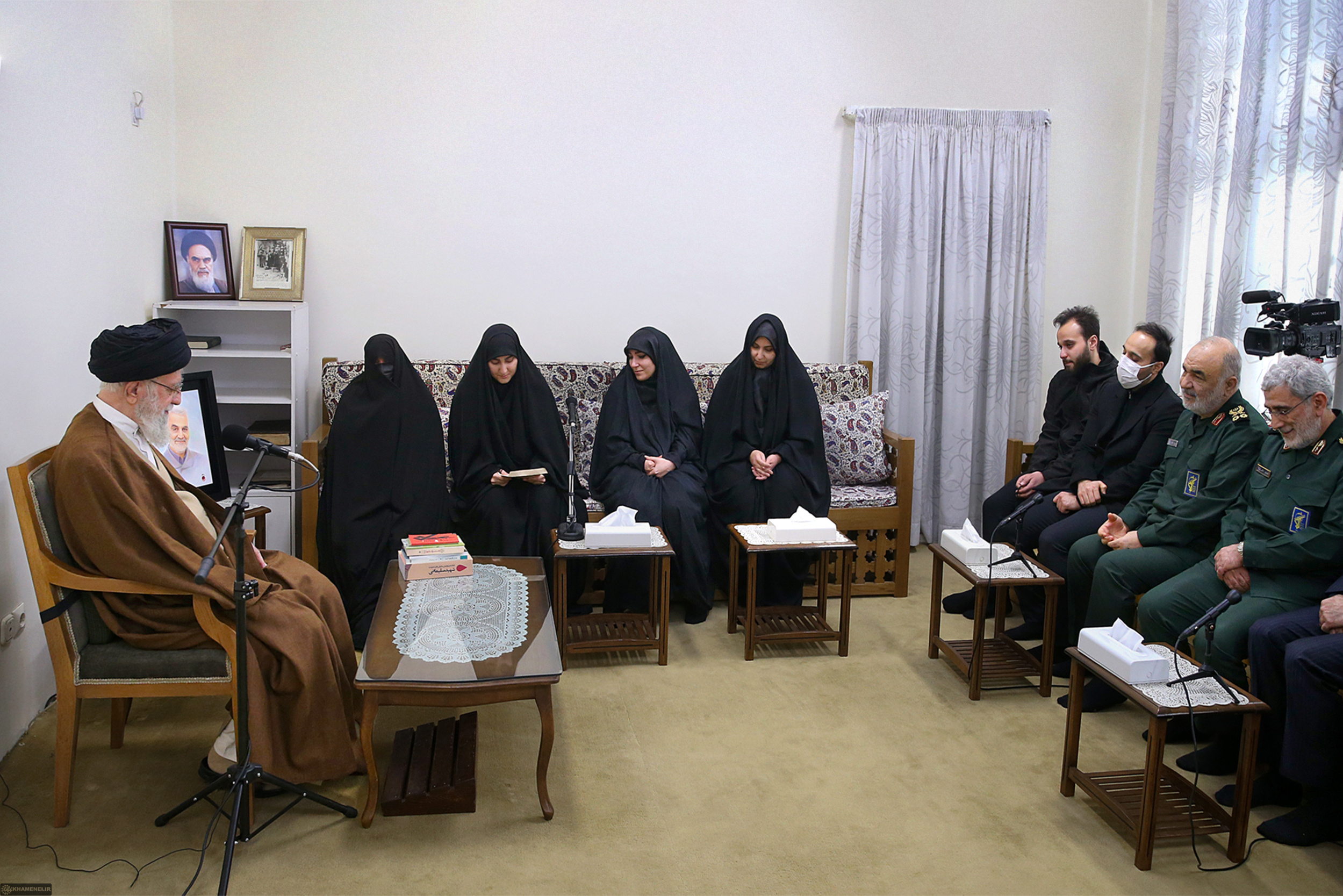
لقاء للمرشد الأعلى آية الله علي خامنئي مع عائلة قاسم سليماني قبل يومين من التفجيرات.

## خلفية الهجوم
في 3 يناير 2020، قُتل الجنرال قاسم سليماني في غارة جوية بطائرة بدون طيار في العراق شنتها الولايات المتحدة. وكان سليماني قائدا لفيلق القدس التابع للحرس الثوري الإسلامي. شغل سليماني منصبًا ذا نفوذ كبير في إيران، وكان يُنظر إليه على نطاق واسع على أنه ثاني أقوى شخصية في البلاد بعد المرشد الأعلى آية الله علي خامنئي. بصفته قائدًا لفيلق القدس، ذراع العمليات الخارجية للحرس الثوري الإيراني، لعب دورًا رئيسيًا في تشكيل السياسة الإيرانية في جميع أنحاء المنطقة. كان سليماني مسؤولاً عن الإشراف على المهام السرية وتوفير التوجيه والتمويل والأسلحة والاستخبارات والدعم اللوجستي للحكومات المتحالفة والجماعات المسلحة، بما في ذلك حركة حماس وحزب الله.
أثناء مراسم دفن سليماني في كرمان في 7 يناير 2020، وقع تدافع أسفر عن مقتل ما لا يقل عن 50 مشيعًا وتسبب في إصابة أكثر من 200 شخص. جاء هجوم 2024 وسط توترات متصاعدة في الشرق الأوسط في أعقاب الحرب بين إسرائيل وحماس عام 2023 والصراعات التي نتجت عنها. وقبل يوم واحد من التفجيرات، أدت غارة جوية إسرائيلية بطائرة بدون طيار في لبنان إلى مقتل نائب زعيم حركة حماس صالح العاروري. وفي عشرينيات القرن الحالي، شن تنظيم الدولة الإسلامية وجماعات سنية متطرفة أخرى هجمات مماثلة في الدولة ذات الأغلبية الشيعية؛ في حين أن إسرائيل نفذت اغتيالات مستهدفة وهجمات أخرى تتعلق بالبرنامج النووي الإيراني، إلا أنها لم تقم مطلقًا بهجوم يخلف إصابات جماعية ولم تكن كرمان مستهدفة من قبل بهذه الحوادث. وفقًا لرويترز، وصل مجتمع الاستخبارات الأمريكي إلى أن الهجوم نفذه فرع تنظيم الدولة الإسلامية في أفغانستان، تنظيم الدولة الإسلامية-ولاية خراسان. وعلى الرغم من إعلان تنظيم الدولة الإسلامية مسؤوليته عن الهجمات عبر قنوات خاصة تابعة لهم في تطبيق تيليجرام وكتب تنظيم الدولة الاسلامية (داعش) في بيان لهم: في إطار غزوة «وَاقْتُلُوهُمْ حَيْثُ ثَقِفْتُمُوهُمْ»، انطلق الاستشهاديان «عمر الموحد» و«سيف الله مجاهد» نحو جمع كبير من «الرافضة» بجوار قبر زعيمهم القتيل قاسم سليماني في مدينة كرمان جنوب إيران، ففجروا أحزمتهم الناسفة وسطهم، ما أدى إلى مقتل وجرح أكثر من 300 «مشرك رافضي». تناقض ادعاء تنظيم الدولة الاسلامية (داعش) مسؤوليته عن الهجوم مع التقارير الأولية لوسائل الإعلام الإيرانية التي تفيد بأن القنابل كانت مخبأة في حقيبتين وتم تفجيرها عن بعد. على الرغم من إعلان داعش مسؤوليته عن الهجمات، واصل المسؤولون الإيرانيون اتهام الولايات المتحدة وإسرائيل بقيام الهجمات، ويقول القائد العام للحرس الثوري الإيراني حسين سلامي إن وقال سلامي إن تنظيم داعش «أختفى في الوقت الحاض»، مضيفا أن من تبقى من الجهاديين «يعملون فقط كمرتزقة» لمصالح الولايات المتحدة وإسرائيل.
وأعلنت وزارة الاستخبارات والأمن الوطني في 15 ديسمبر الماضي، أنها ألقت القبض على «12 شخصاً» من منفذي الانفجار في ستة محافظات إيرانية، ووصفت في بيان المعتقلين «بارهابي داعش» وإن أحد الانتحاريين الاثنين في تفجيرات كرمان كان يحمل الجنسية الطاجيكية.
ضرب الانفجاران موكبًا كان متجهًا نحو قبر سليماني في مقبرة غولزار الشهداء، حول مسجد صاحب الزمان، لإحياء الذكرى الرابعة لوفاته. وقع الانفجار الأول على بعد 700 متر من قبر سليماني بالقرب من جهة موقف للسيارات، بينما وقع الانفجار الثاني على بعد كيلومتر واحد في شارع الشهداء حيث فر الكثيرون. وتم وضع المتفجرات بطريقة تمنع اكتشافها عند البوابات الأمنية. ووقعت الانفجارات بفاصل زمني يتراوح بين 10 إلى 15 دقيقة. وبحسب تقارير إعلامية إيرانية، تم تنفيذ الهجوم باستخدام حقيبتين مفخختين تم وضعهما عند المدخل. وتم تفجير العبوات الناسفة عن بعد. وقال شاهد إن إحدى القنابل كانت موضوعة داخل سلة المهملات. فيما اعتبر نائب حاكم محافظة كرمان الحادث هجوما إرهابيا.
قُتل ما لا يقل عن 84 شخصًا وأصيب ما لا يقل عن 284 آخرين، من بينهم ثلاثة مسعفين استجابوا لموقع الانفجار الأول ليلقو في الانفجار الثاني. ويعتقد أن معظم القتلى قتلوا في الانفجار الثاني. وتعرض عدد من الجرحى للدهس بسبب الذعر الذي أعقب الانفجارات.

## الاستجابة
عرض التلفزيون الرسمي الإيراني رجال الإنقاذ التابعين للهلال الأحمر وهم يقدمون المساعدة للأفراد المصابين في التشييع. وأفادت عدة وكالات أنباء إيرانية بارتفاع عدد الجرحى. وقال رضا فلاح، رئيس الهلال الأحمر الإقليمي، إن فرق الاستجابة السريعة التابعة له تقوم بإجلاء المصابين، لكنها واجهت تحديات بسبب موجات الحشود التي تعرقل الطرق. كما وُضعت المستشفيات في كرمان والمناطق المحيطة بها في حالة تأهب لعلاج الضحايا. ألقى نائب الرئيس المخبر والجنرال محسن رضائي اللوم على إسرائيل. وقالت الولايات المتحدة إنه لا يوجد سبب للاعتقاد بأن إسرائيل متورطة في التفجير.

## ردود الفعل

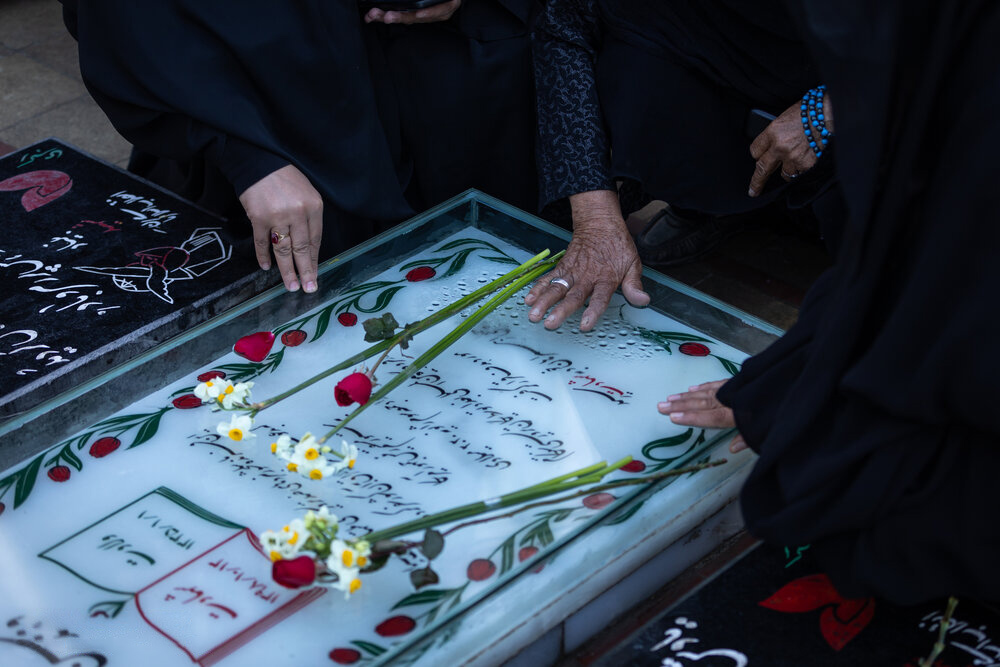
قبر قاسم سليماني في مقبرة الشهداء في كرمان (2021)

أعلن علي خامنئي، المرشد الأعلى لإيران، أن "الأيدي الملطخة بدماء الأبرياء والعقول الفاسدة والمؤذية التي قادتهم إلى هذا الخطأ، ستكون الهدف الأكيد للقمع والعقاب العادل من الآن فصاعدا. دعوهم واعلموا أن هذه الكارثة سيكون لها رد قوي إن شاء الله".
وأعلنت إيران يوم حداد وطني على ضحايا الهجمات في 4 يناير/كانون الثاني. وتعهد وزير الداخلية أحمد وحيدي بالرد السريع على الجهات المسؤولة. وفي زيارته إلى مكان الحادث، أبهر رئيس قوة إنفاذ القانون في الجمهورية الإسلامية الإيرانية الرائد رادان باجتثاث الإرهابيين. قاليباف (رئيس البرلمان): على الأجهزة الأمنية وإنفاذ القانون التعرف بشكل جدي على مرتكبي الجريمة وقادتها.
وأعرب الرئيس الروسي فلاديمير بوتين عن تعازيه لضحايا الهجمات، ووصفها بأنها "صادمة في القسوة والسخرية". كما نشر الرئيس التركي رجب طيب أردوغان على موقع X معربًا عن تعازيه للشعب الإيراني "الصديق والشقيق"., وأعربت سوريا والمملكة العربية السعودية والإمارات العربية المتحدة ومصر عن إدانتها للهجوم. وأدان وزير الخارجية الباكستاني جليل عباس جيلاني بشدة "الهجمات الإرهابية غير الإنسانية" وقال إن "باكستان تتضامن مع إيران في ساعة الحزن هذه". كما أعربت وزارة الخارجية لكل من أفغانستان وأرمينيا وأذربيجان والهند والعراق أعربوا أيضاً عن وقوفهم مع الشعب الايراني. وأعرب الزعيم الكوري الشمالي كيم جونغ أون عن دعمه لإيران وأدان التفجيرات.
وقال الأمين العام لحزب الله حسن نصر الله إن ضحايا التفجيرات "شهداء سقطوا على نفس الطريق والقضية والمعركة التي قادها سليماني". كما أدانت حركة الحوثي في اليمن الهجمات ووصفتها بـ"التفجيرات الإجرامية". "امتداداً لكل الجرائم التي حاولت النيل من الجمهورية الإسلامية، ودورها في مواجهة الاستكبار العالمي، وتبنيها لقضية الأمة المركزية، ودعمها لقوى المقاومة في فلسطين ولبنان".
قال رضا بهلوي وهو الابن الأكبر لشاه إيران محمد رضا بهلوي الإنفجارات الإرهابية في كرمان، التي أعلن تنظيم داعش مسؤوليته عنها، تظهر وحشية الجهاد الإسلامي وفشل الجمهورية الإسلامية. وهما جانبان من نفس عملة التطرف الإسلامي. والحل إسقاط هذا النظام وتحقيق تقدم وحرية للإيرانيين تحت حكم القانون.